# Pudełecznik sundajski
Pudełecznik sundajski, żółw sundajski (Cuora amboinensis) – gatunek gada z podrzędu żółwi skrytoszyjnych z rodziny batagurowatych (Geoemydidae). Polska nazwa pochodzi od Archipelagu Sundajskiego.
OpisKarapaks wysoki, mocno wysklepiony, barwy ciemnobrązowej lub brązowo-czarnej z kilem pośrodku. U młodych żółwi jest bardziej płaski z trzema kilami, z których dwa przebiegają po bokach i z czasem zanikają. Plastron najczęściej jest barwy jasnożółtej lub kremowej, rzadziej jasnobrązowy. Na brzusznych płytkach rozmieszczone są  ciemnobrązowe lub czarne plamy. Głowa mała, smukła i trójkątna. Szyja długa. Z boków głowy nad oczami przebiegają żółte pasy, łączące się ze sobą na wysokości nosa.
RozmiaryDługość karapaksu samców do 23,3 cm, samic do 25,0 cm.
WystępowaniePołudniowo-wschodnia Azja: Indie (północno-wschodnia część kraju oraz Nikobary), Bangladesz, Mjanma, Laos, Wietnam, Kambodża, Tajlandia, Malezja, Singapur, Indonezja, Brunei, Filipiny. Raz odnotowany w Timorze Wschodnim, ale prawdopodobnie został tam introdukowany. Stwierdzenia z Chin dotyczą zapewne osobników pochodzących z handlu lub wynikają z błędnej identyfikacji.
BiotopNizinne, podmokłe obszary, jak pola ryżowe. Lubi płytkie zbiorniki o mulistym dnie.
PokarmWszystkożerne.
BehawiorAktywne za dnia przez cały rok, w ciągu którego przez większość czasu poszukują pokarmu. Potrafią szczelnie zamykać plastron w przypadku zaniepokojenia, ukrywając w skorupie głowę i łapy.
RozmnażanieOd kwietnia do lipca samica składa od 2 do 3 jaj wielkości 50x30 mm. Wylęgłe żółwiki mają ok. 38–48 mm długości i ważą 9–12 g.
Status zagrożenia i ochronaPudełecznik sundajski jest uznawany przez Międzynarodową Unię Ochrony Przyrody za gatunek zagrożony wyginięciem. Jest wymieniony w aneksie B Rozporządzenia Rady (WE) Nr 338/97 w sprawie handlu dzikimi zwierzętami oraz w załączniku II konwencji CITES.

## Galeria

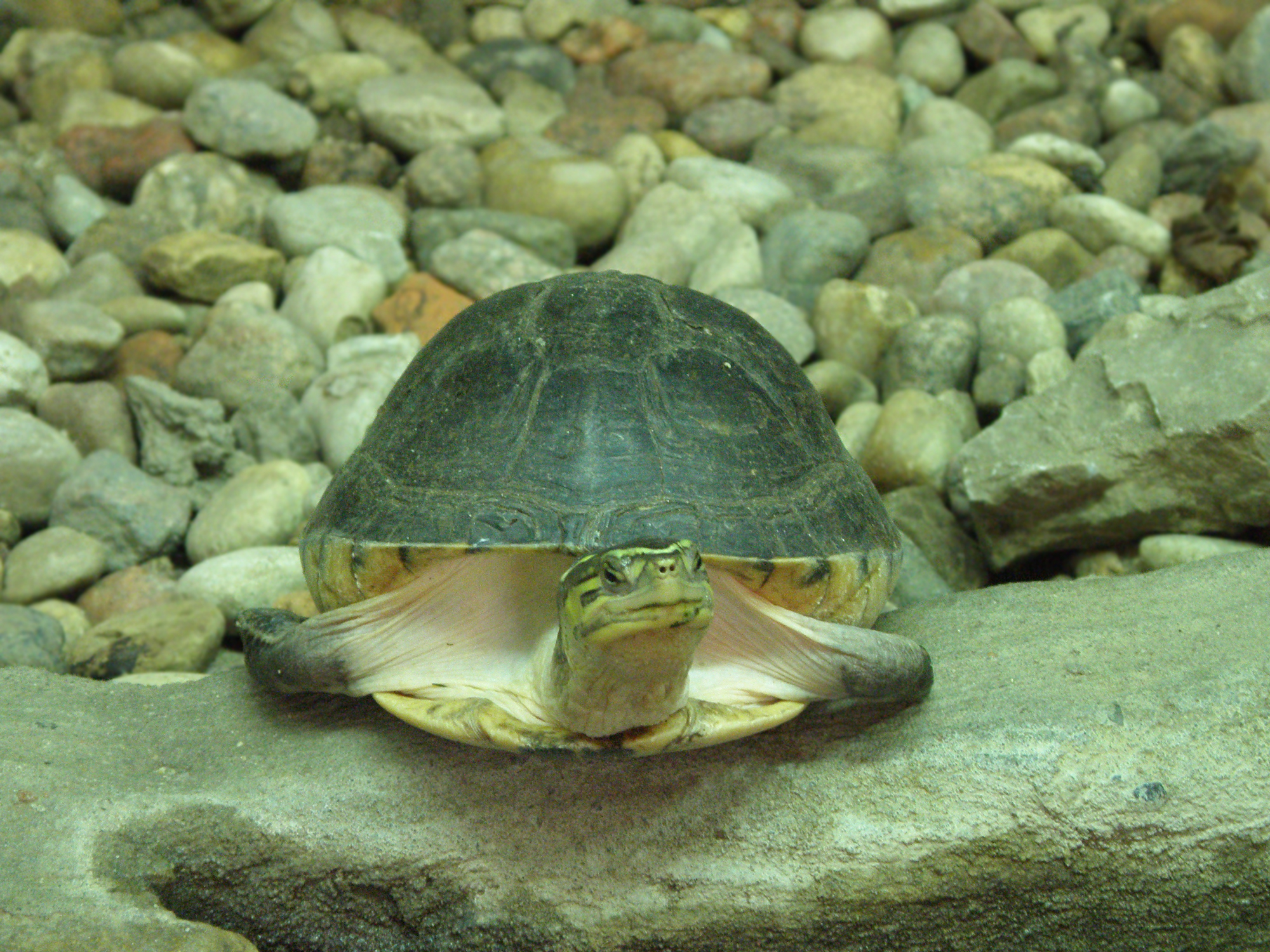
Żółw sundajski w Miejskim Ogrodzie Zoologicznym w Warszawie
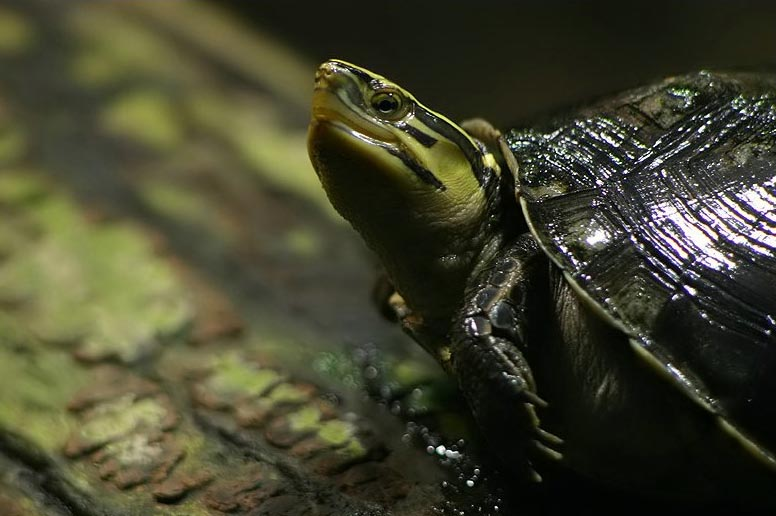
Żółw sundajski
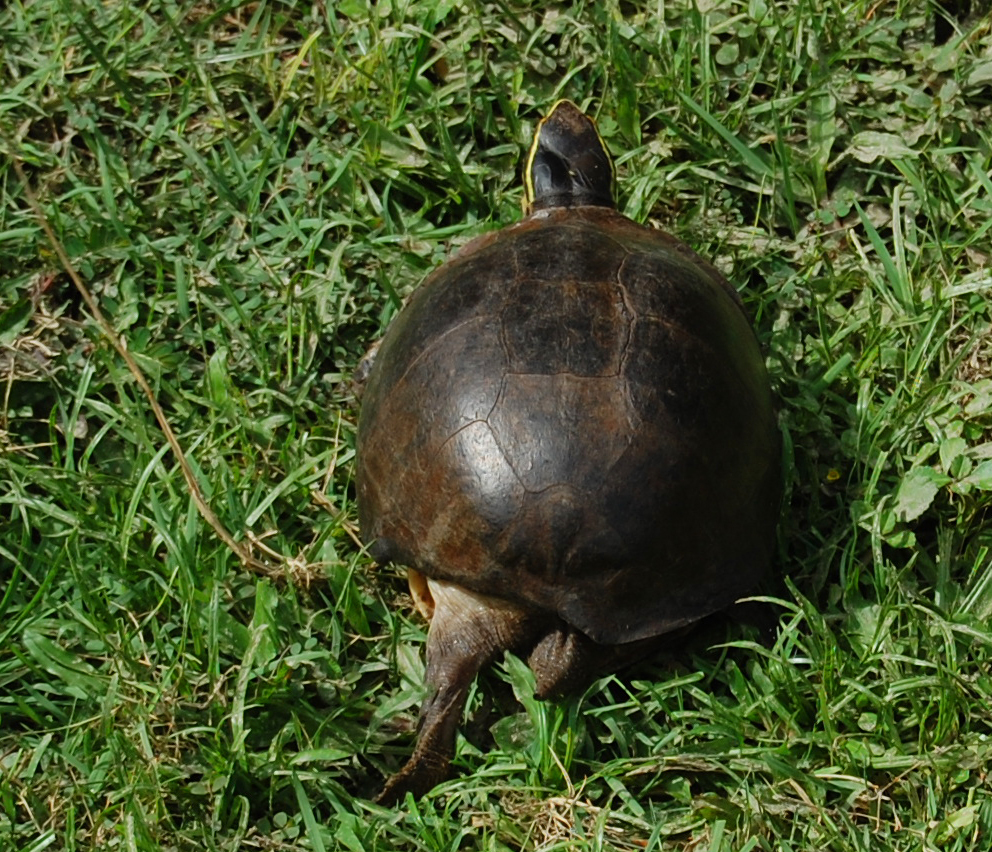
Żółw sundajski
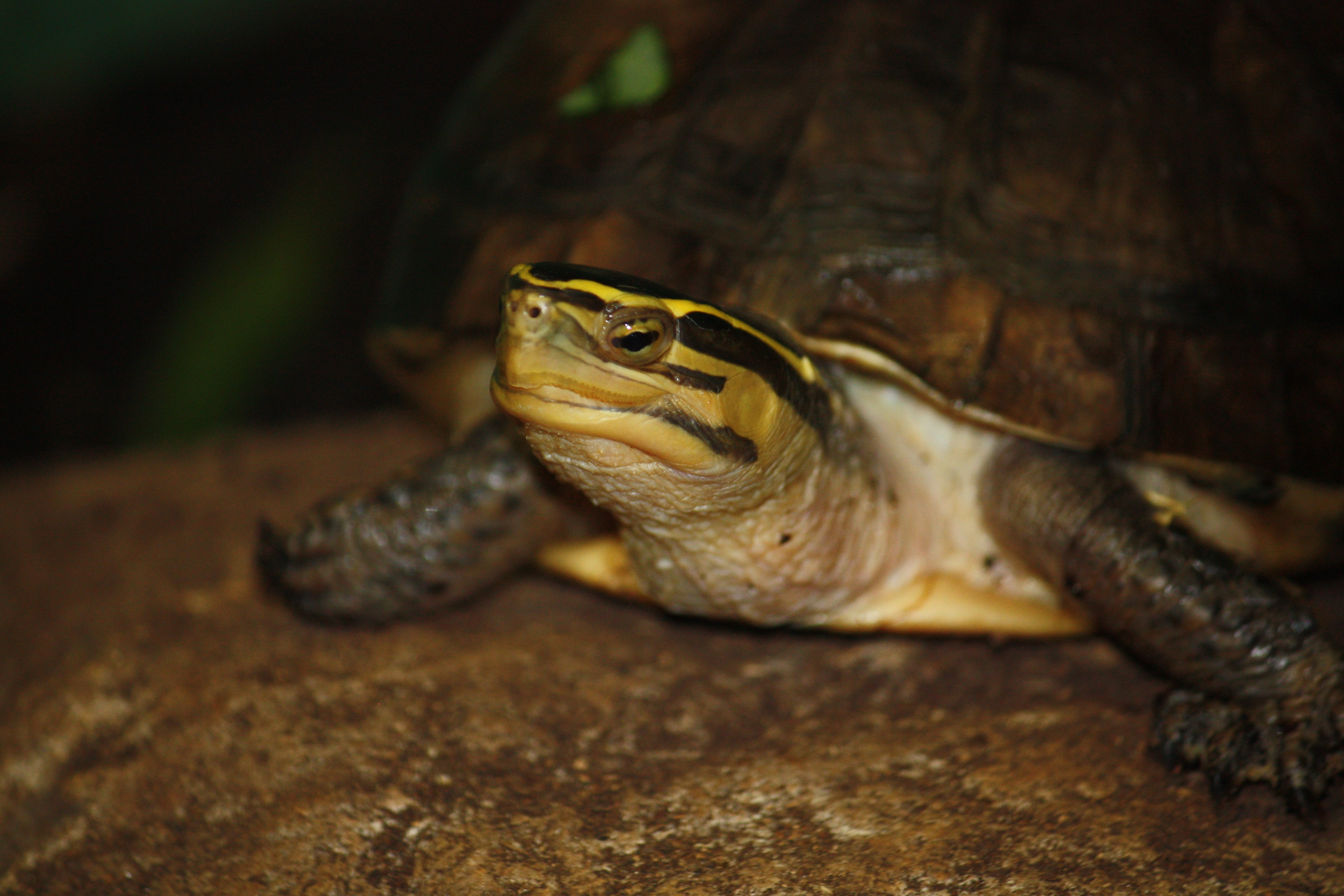
Żółw sundajski